# 1988年ソウルオリンピックのポーランド選手団
1988年ソウルオリンピックのポーランド選手団（1988ねんソウルオリンピックのポーランドせんしゅだん）は、1988年9月17日から10月2日にかけて韓国のソウルで開催された1988年ソウルオリンピックのポーランド選手団、およびその競技結果。

## 概要
今大会は金メダル2個、銀メダル5個、銅メダル9個の合計16個のメダルを獲得した。

## メダル
| メダル | 選手名                                                                                          | 競技   | 種目                       |
| ------ | ----------------------------------------------------------------------------------------------- | ------ | -------------------------- |
| 金     | バルデマール・レジェン                                                                          | 柔道   | 男子78kg以下級             |
| 銀     | ヤヌシュ・パヴウォフスキ                                                                        | 柔道   | 男子65kg以下級             |
| 銀     | ヨアヒム・ハルプチョク ゼノン・ヤスクワ マレク・レスニエヴスキ アンドジェイ・スィプィトコヴスキ | 自転車 | 男子チームタイムトライアル |
| 銅     | アルトゥール・ヴォイダット                                                                      | 競泳   | 男子400m自由形             |